# Blommesæk
Blommesækken er en membranøs sæk, hvorfra embryoets blod dannes.
| Biologi | Spire Denne artikel om biologi er en spire som bør udbygges. Du er velkommen til at hjælpe Wikipedia ved at udvide den. |